# Geai à calotte azur
Espèce
Statut de conservation UICN

 LC  : Préoccupation mineure
Le Geai à calotte azur (Cyanocorax heilprini) est une espèce d'oiseaux de la famille des Corvidae.

## Dénomination
La sous-espèce hafferi est nommée ainsi en l'honneur de l'ornithologue Jürgen Haffer, notamment connu pour son étude de l'avifaune amazonienne.

## Description
Le geai à calotte azur mesure 36 cm. Sa tête est noire et ses iris sont jaunes. Sa queue est marron, avec une pointe blanche.

## Répartition
Le geai à calotte azur se rencontre au Brésil, au Venezuela et en Colombie. Il habite les forêts sèches, les savanes, les maquis, les zones terrestres artificielles et les anciennes forêts.

## Systématique
La classification actuelle du COI considère actuellement qu'il en existe deux sous-espèces:
- sous-espèce Cyanocorax heilprini heilprini - Colombie, Venezuela et Brésil

- sous-espèce Cyanocorax heilprini hafferi - Amazonie au Brésil (entre le rio Madeira et le rio Purus). Ses parties inférieures ont une teinte plus azur et claire que celles de la sous-espèce nominale. Son dos est également plus clair et plus terne. Elle peut être identifiée au fait qu'elle porte 3 marques bleues sur le visage au lieu d'une.

La sous-espèce hafferi a été décrite en tant qu'espèce en 2013 sur la base d'observations faites en 2002 par Mario Cohn-Haft ; cependant elle a ensuite été reclassée comme sous-espèce dans la plupart des classifications, notamment à la suite de la discussion du South American Classification Committee sur son acception. Il est à noter que les deux sous-espèces sont à la limite de l'espèce, et sont vraisemblablement sur la voie de la spéciation ; il n'est pas exclu que de futures recherches ne fassent reconsidérer son status. 